# Municipio de Moe
El municipio de Moe (en inglés: Moe Township) es un municipio ubicado en el condado de Douglas en el estado estadounidense de Minnesota. En el año 2010 tenía una población de 784 habitantes y una densidad poblacional de 8,44 personas por km².

## Geografía
El municipio de Moe se encuentra ubicado en las coordenadas 45°53′00″N 95°33′50″O / 45.88333, -95.56389. Según la Oficina del Censo de los Estados Unidos, el municipio tiene una superficie total de 92.93 km², de la cual 78,83 km² corresponden a tierra firme y (15,17 %) 14,1 km² es agua.

## Demografía
Según el censo de 2010, había 784 personas residiendo en el municipio de Moe. La densidad de población era de 8,44 hab./km². De los 784 habitantes, el municipio de Moe estaba compuesto por el 99,74 % blancos, el 0,13 % eran asiáticos, el 0,13 % eran de otras razas. Del total de la población el 0,89 % eran hispanos o latinos de cualquier raza.